# Francis Kenny
Pour les articles homonymes, voir Kenny.
Francis Kenny, né à Indianapolis, est un directeur de la photographie américain.

## Biographie
Francis Gleig Kenny déménage beaucoup durant sa jeunesse, allant à l'école dans 15 États différents. Il entre à l'université à 16 ans et étudie la sociologie, la littérature anglaise et les communications avant de se passionner pour le cinéma. Il rencontre le réalisateur de documentaires David Hoffman (en) au milieu des années 1970 et réalise avec lui des documentaires et des publicités pour Mobil. Il décide d'aller à Hollywood après avoir travaillé comme assistant caméraman sur le film Recherche Susan désespérément (1985) et apprend le métier de directeur de la photographie aux côtés d'Owen Roizman. Il devient membre de l'American Society of Cinematographers en 1996.
En tant que directeur de la photographie, il a notamment travaillé sur les films Fatal Games (1988), Wayne's World 2 (1993), Bean (1997) et Scary Movie (2000), ainsi que sur la série télévisée Justified.

## Filmographie

### Cinéma
- 1987 : Campus Man
- 1988 : Fatal Games
- 1991 : New Jack City
- 1991 : Cold Heaven
- 1993 : Coneheads
- 1993 : Wayne's World 2
- 1994 : Jason's Lyric
- 1996 : Harriet la petite espionne
- 1997 : Bean
- 1998 : Une nuit au Roxbury
- 1999 : Elle est trop bien
- 2000 : Scary Movie
- 2001 : Petite arnaque entre amis
- 2001 : How High
- 2003 : From Justin to Kelly
- 2005 : Edison

### Télévision
- 1990-1991 : Flash (série TV, 12 épisodes)
- 2009 : Sous le soleil de Miami (téléfilm)
- depuis 2010 : Justified (série TV, la majorité des épisodes)
- 2013 : Bonnie and Clyde: Dead and Alive (mini-série)